# 近衛基熙
近衞基熈（このえ もとひろ，慶安元年三月六日—享保七年九月四日），日本江戶時代公卿，近衛尚嗣之子，官位從一位、太政大臣，近衛家21代當主。
1680年，後水尾天皇去世，靈元天皇親政。靈元天皇厭惡親幕府派的近衛基熈，1682年任命一條兼輝為關白。1690年一條兼輝請辭，近衛基熈才順利成為關白。1703年近衛基熈將關白之位讓給鷹司兼熙，1722年出家，同年去世。